# اگویار، پارایبا
اگویار، پارایبا (به پرتغالی: Aguiar, Paraíba) یک سکونتگاه مسکونی در برزیل است که در پارائیبا واقع شده‌است.